# Pyranosen
Als Pyranosen werden Lactole von Monosacchariden bezeichnet, 
die einen Sechsring aus fünf Kohlenstoff- und einem Sauerstoff-Atom sowie an einem der C-Atome, die den ringbildenden Sauerstoff binden, eine Hydroxygruppe enthalten; es liegt also ein Halbacetal (oder Halbketal) vor. Der Ring entsteht in bestimmten Monosacchariden durch Halbketal- oder Halbacetalbildung zwischen einer Carbonylgruppe und einer OH-Gruppe, etwa bei der Glucose (Traubenzucker).
| Tetrahydropyrane (Pyrane) |                             |                                    |
| Name                      | Tetrahydropyran             | α-D-(+)-Glucopyranose              |
| Strukturformel            | Tetrahydropyran             | α-Glucopyranose                    |
| Bemerkung                 | Tetrahydropyran-Ring (blau) | Tetrahydropyran-Ring blau markiert |

Die Sechsringform ist stabiler als der Fünfring, da hier die Ringspannung am geringsten ist. Alle Monosaccharide mit mindestens fünf Kohlenstoffatomen liegen in wässriger Lösung im  Gleichgewicht zwischen offenkettiger und cyclischen Formen (α-Form und β-Form, je der Stellung der glycosidischen Hydroxygruppe) vor und unterliegen der Mutarotation. Auch höhermolekulare Kohlenhydrate (Di-, Oligo- und Polysaccharide) bauen sich aus ringförmigen Monomeren auf.
Der Name Pyranose leitet sich von dem heterocyclischen Molekül Pyran ab, das ebenfalls aus einem Sechsring mit einer Sauerstoffbrücke besteht, jedoch zwei C=C-Doppelbindungen aufweist. Genauer passt die Analogie zum Tetrahydropyran, siehe Abbildung.
Bei der Ringbildung können verschiedene Isomere entstehen. Beispiel einer Pyranoseform ist die α-D-Glucopyranose, eine Aldohexose in Ringform.

## Nomenklatur von Pyranosen

Sesselkonformation einer Pyranose mit dem blau markierten Tetrahydropyranring und der Nummerierung der Kohlenstoffatome beginnend mit dem anomeren Kohlenstoffatom 1 am Beispiel von α-D-(+)-Glucopyranose.

Um einer Pyranose eine Konformation zuordnen zu können, analysiert man – ähnlich wie beim  Cyclohexan – die möglichen Konformationen, wie Sessel-, Boot-, Halbsessel- oder Twistform. Die Atome des Sechsringes (Tetrahydropyranring) werden derart nummeriert, dass dem anomeren Kohlenstoffatom (ursprüngliches Kohlenstoffatom der Carbonylgruppe der Aldose bzw. Ketose) stets die Position 1 zugewiesen wird. Die Position der Hydroxygruppen ergibt sich dann aus dem Lokanten des Kohlenstoffatoms an das dieses in der acyclischen Form gebunden ist. Weitere Konventionen sind in der wissenschaftlichen Literatur beschrieben.
| α-Pyranose und β-Pyranose ausgewählter D-Aldosen |
| D-Allose (Mitte) sowie die beiden Pyranoseformen. Die Gleichgewichtszusammensetzung der wässrigen D-Allose-Lösung enthält 18 Mass.-% α-Pyranose und 70 Mass.-% β-Pyranose sowie 5 Mass.-% α-Furanose und 7 Mass.-% β-Furanose.                                                          |
| D-Altrose (Mitte) sowie deren beide Pyranoseformen. Die Gleichgewichtszusammensetzung der wässrigen D-Altrose-Lösung enthält 20 Mass.-% α-Furanose und 13 Mass.-% β-Furanose sowie 27 Mass.-% α-Pyranose und 40 Mass.-% β-Pyranose.                                                     |
| D-Glucose (Mitte) sowie deren beide Pyranoseformen. Die Gleichgewichtszusammensetzung besteht dabei aus 36 Mass.-% α-Pyranose und 64 Mass.-% β-Pyranose. Der Furanose-Anteil ist < 1 Mass.-%.<                                                                                          |
| D-Mannose (Mitte) sowie deren beide Pyranoseformen. Die Gleichgewichtszusammensetzung besteht dabei aus 67 Mass.-% α-Pyranose und 33 Mass.-% β-Pyranose. Der Furanose-Anteil ist < 1 Mass.-%.                                                                                           |
| D-Gulose (Mitte) sowie deren beide Pyranoseformen. Die Gleichgewichtszusammensetzung besteht dabei aus 22 Mass.-% α-Pyranose und 78 Mass.-% β-Pyranose. Beide Furanoseformen sind zusammen zu < 1 Mass.-% in der Gleichgewichtszusammensetzung der wässrigen D-Gulose-Lösung enthalten. |
| D-Idose (Mitte) sowie deren beide Pyranoseformen. Die Gleichgewichtszusammensetzung der wässrigen D-Idose-Lösung enthält 16 Mass.-% α-Furanose und 16 Mass.-% β-Furanose sowie 31 Mass.-% α-Pyranose und 37 Mass.-% β-Pyranose.                                                         |
| D-Galactose (Mitte) sowie deren beide Pyranoseformen. Die Gleichgewichtszusammensetzung der wässrigen D-Galactose-Lösung besteht dabei aus 27 Mass.-% α-Pyranose und 73 Mass.-% β-Pyranose.                                                                                             |
| D-Talose (Mitte) sowie deren beide Pyranoseformen. Die Gleichgewichtszusammensetzung der wässrigen D-Talose-Lösung enthält 20 Mass.-% α-Furanose und 11 Mass.-% β-Furanose sowie 40 Mass.-% α-Pyranose und 29 Mass.-% β-Pyranose.                                                       |